# Grube Friedrich
Die Grube Friedrich ist ein stillgelegtes Bergwerk im Ortsgebiet von Steckenstein, Ortsgemeinde Mittelhof bei Wissen im Landkreis Altenkirchen in Rheinland-Pfalz.

## Gangmittel und Erzvorkommen
In den Gruben wurden hauptsächlich die Eisen-, Kupfer- und Nickelerze der vorliegenden Siderit-Quarz-Gänge ausgebeutet.
Die ersten vier Gangmittel der Grube führten Spateisenstein mit Bleiglanz, Kupfer- und Nickelkies:
- 1. Mittel; 130 m lang; 2–3 m mächtig
- 2. Mittel; 16 m lang; 8–10 m mächtig
- 3. Mittel; 12 m lang; 1–3 m mächtig
- 4. Mittel; 40 m lang; 6–10 m mächtig

Das fünfte und sechste Mittel bestanden aus Brauneisenstein mit Bleiglanz und Weißbleierz:
- 5. Mittel; 35 m lang; 1–3 m mächtig
- 6. Mittel; 30 m lang; 1–3 m

Analysen ergaben: 43,28 % Eisen, 4,82 % Mangan, 20,63 % Kieselsäure

### Mineralfunde

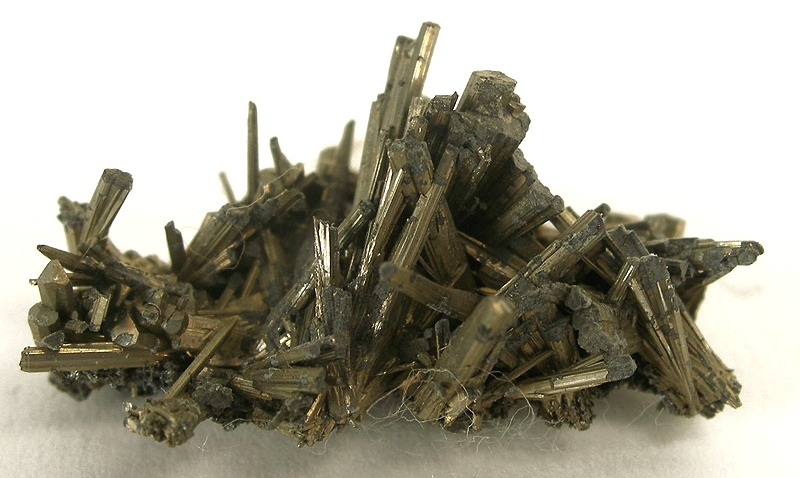
Millerit aus der Grube

Insgesamt konnten in der Grube Friedrich 54 Minerale bzw. Mineralvarietäten nachgewiesen werden: Ankerit, Anglesit, Apatite, Beudantit, Bindheimit, gediegen Bismut, Bismuthinit, Bornit, Boulangerit, Bravoit (nickelhaltiger Pyrit), Chalkoalumit, Chalkopyrit, Chalkosin, Chlorite, Calcit, Cerussit, Corkit, Covellin, Cuprit, Delafossit, Erythrin, Galenit, Gersdorffit, Goethit, Gold, gediegen Kupfer, Kryptomelan, Lepidokrokit, Langit, Limonit, Linarit,  Linneit, Malachit, Millerit, Mimetesit, Morenosit, Posnjakit, Pyrit, Pyrolusit, Pyromorphit, Quarz, Ramsbeckit, Schulenbergit, gediegen Schwefel, Serpierit, Siderit, Siegenit, Sphalerit, Stibnit (Antimonit), Tetraedrit und Ullmannit.
Für das Mineral Hauchecornit und die dem Ullmannit zugerechnete Varietät Kallilith ist die Grube Friedrich zudem Typlokalität.

## Geschichte
Die Grube Friedrich entstand im Jahr 1817 durch die Konsolidation aus den Einzelfeldern Stöckensteiner Wald und Arzbach. Diese wurden 1803 bzw. 1805 gemutet.
Am 16. Juli 1856 folgte die Konsolidation mit der Christophszeche und ein Jahr später mit der ebenfalls in Niederhövels ansässigen Grube Wilhelmsberg. Am 12. Juni 1860 wurde die Pfeiferzeche (Niederhövels) und am 16. August Gube Prinz Wilhelm, die auch zu Eupel gehörte, mit Friedrich konsolidiert.
1861 wurde mit dem Bau eines Erbstollens begonnen, der nach vier Jahren Bauzeit fertiggestellt werden konnte, eine Länge von 480 m erreichte und im Eisengarten zu Tage trat. Er lag etwa 44 m unter dem Stöckensteiner Stollen und von ihm führte eine etwa 700 m lange Pferdebahn bis zum Bahnhof Niederhövels.
Eine weitere Konsolidation erfolgte 1865 mit Grube Rudolf (Niederhövels) und die letzte bekannte am 20. September 1866 mit der Grube Fortuna (Niederhövels).
1867 ging man zum Tiefbau über. Der Schacht erreichte 1885 eine Teufe von 172 m und lag mit dem tiefsten Punkt 102 m unterhalb des Erbstollens. Die Sohlen verteilten sich wie folgt: 25 m, 50 m, 75 m, 100 m. Eine Dampfmaschine mit 80 PS zur Förderung und eine mit 40 PS zur Wasserhaltung waren im Einsatz. Zwischen 1890 und 1896 sowie zwischen 1931 und 1937 war die Grube stillgelegt.
Ab 1908 wurde zur Erzförderung eine elektrische Fördermaschine eingesetzt und drei Jahre später verwendete man zum Erzabbau Druckluft. 1949 erreichte man mit einem Durchschlag die Grube Wingertshardt. Die Erzförderung wurde bereits 23. Juli 1953 eingestellt, allerdings gehörte die Grube noch bis zum 21. Februar 1964 der Grube Eupel an. Die Gesamtteufe erreichte bis zur Schließung der Grube 830 m, verteilt auf 15 Sohlen. Die Grube beschäftigte bis zu 310 Bergarbeiter.
Die Gebäude der Grube Friedrich wurden nach der Schließung noch einige Zeit von der Erzbergbau Siegerland AG als Bildungs und Freizeitstätte genutzt. 1971 gingen die Gebäude schließlich in den Besitz der „Lebenshilfe für geistig Behinderte e. V.“ über. Dieser nutzt die Räumlichkeiten seitdem als Werkstatt.